# Jovanotti
Lorenzo Constantino Cherubini (Rome, 27 september 1966), beter bekend als Jovanotti, is een Italiaans singer-songwriter, rapper, muziekproducent en een van de meest succesvolle Italiaanse artiesten sinds eind jaren 80.

## Biografie
Cherubini groeide op in Cortona, Toscane. Na zijn middelbare school werkte hij als een diskjockey in verschillende discotheken en op kleine radiostations. In 1985 verhuisde Cherubini naar Milaan, waar hij twee jaar later muziekproducent en talentscout Claudio Cecchetto ontmoette. In datzelfde jaar bracht hij zijn eerste single uit genaamd "Walking" en hij begon te werken als diskjockey bij Radio DeeJay, een van de grootste Italiaanse radiostations, opgericht door Cecchetto. De artiestennaam "Jovanotti" was oorspronkelijk "Joe Vanotti", maar op een concertposter van een nachtclub werd per ongeluk "Jovanotti" geschreven en die naam is blijven hangen. De naam "Jovanotti" is afgeleid van (het meervoud van) het Italiaanse woord giovanotto, dat jongeman betekent.
Zijn eerste studioalbum Jovanotti for President kwam in 1988 uit en was commercieel gezien een groot succes in Italië. Het album kwam op de derde plaats van de Italiaanse albumhitlijst en werd meer dan 400.000 verkocht. Het album bevatte twee nummer 1-hits. In de jaren 90 bracht Cherubini zes succesvolle albums uit en hij groeide uit tot een van de grootste Italiaanse artiesten.
Vanaf 2000 begon Cherubini meer te experimenteren met andere muziekgenres. Zo waren er steeds meer rock-, elektronische en dance-invloeden te horen in zijn muziek. In 2008 bracht hij het album Safari uit, waarop hij samenwerkte met onder anderen Sérgio Mendes, Ben Harper, Sly and Robbie en Michael Franti. Dit is het tweede album onder het label Universal Music Group. Het album belandde op de eerste plaats van de Italiaanse albumhitlijst.
In januari 2011 kwam het dubbelalbum Ora uit, dat direct de eerste plaats bereikte van de Italiaanse albumhitlijst. Het album bevatte vijf hitsingles en bijna alle nummers op het album heeft Cherubini samen geschreven met de Italiaanse muziekproducent Michele Canova.
In 2015 bracht Cherubini zijn dertiene studioalbum en tevens een dubbelalbum Lorenzo 2015 CC. uit. Het album werd geprezen door critici en was commercieel gezien een groot succes. Het album ontving vijf keer platina in Italië en belandde op de eerste plaats van de Italiaanse albumhitlijst.
In december 2017 bracht Cherubini het album Oh vita! uit, geproduceerd door muziekproducent Rick Rubin. Het album bereikte de eerste plaats van de Italiaanse albumhitlijst en de gelijknamige single werd in Italië de 33e top 10-hit voor Cherubini. In 2019 werkte Cherubini nogmaals samen met Rubin voor de albums Jova Beach Party en Lorenzo Sulla Luna.
Cherubini trouwde in 2008 met Francesca Valiani, met wie hij reeds in 1998 een dochter kreeg. Voor zijn dochter schreef hij het nummer "Per te".

## Discografie

### Studioalbums
- Jovanotti for President (1988)
- La mia motto (1989)
- Giovani Jovanotti (1990)
- Una tribù che balla (1991)
- Lorenzo 1992 (1992)
- Lorenzo 1994 (1994)
- Lorenzo 1997 - L'albero (1997)
- Lorenzo 1999 - Capo Horn (1999)
- Lorenzo 2002 - Il quinto mondo (2002)
- Buon sangue (2005)
- Safari (2008)
- Ora (2011)
- Lorenzo 2015 CC. (2015)
- Oh, Vita! (2017)
- Jova Beach Party (2019)
- Lorenzo Sulla Luna (2019)
- Mediterraneo (2022)